# Kamp Börgermoor

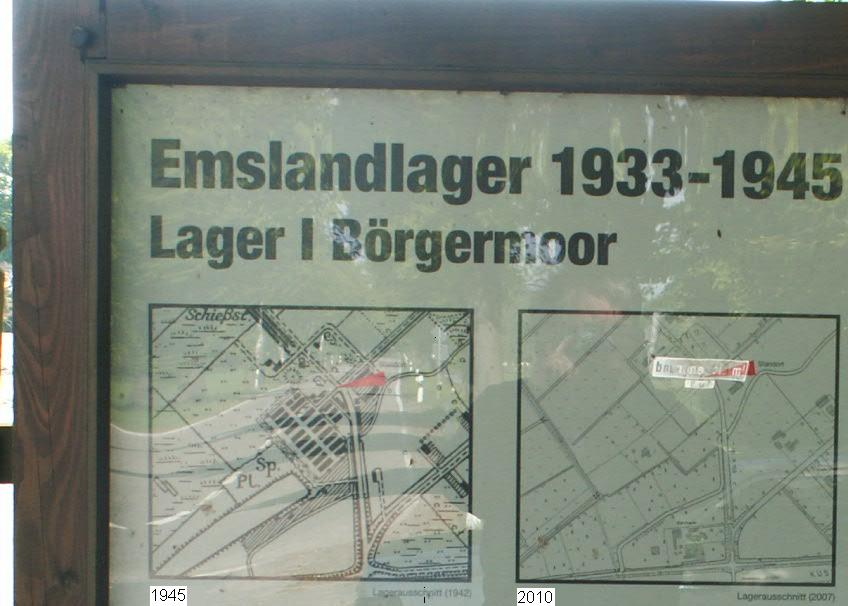
Plattegrond 1945 en 2010

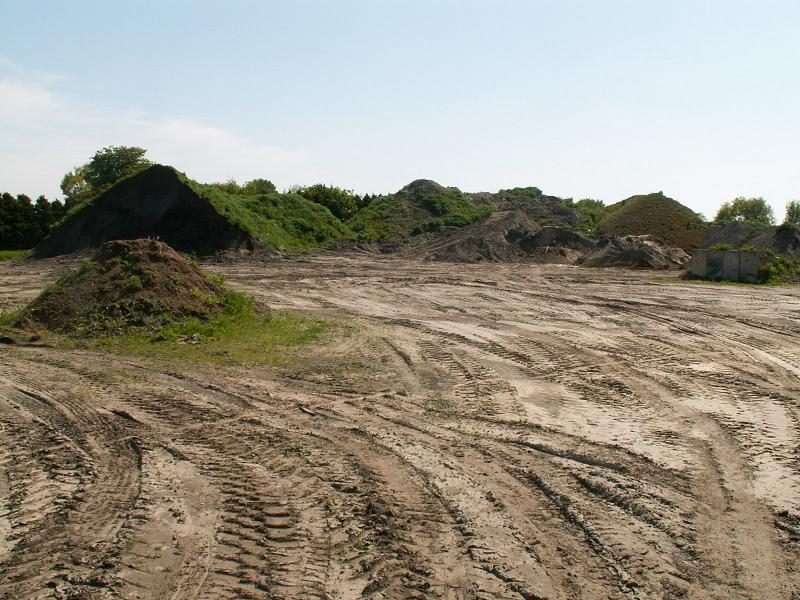
Voormalig kampterrein

Kamp Börgermoor (Duits: Lager I Börgermoor) was het eerste van de vijftien Emslandlager. Lager I lag ongeveer tien kilometer ten zuidoosten van Papenburg.

## Geschiedenis
Kamp Börgermoor werd in 1933 gebouwd als gevangenkamp voor tegenstanders van het nationaalsocialisme. Als eerste gevangenen werden vakmensen geselecteerd. Zij werden verplicht hun eigen kamp te bouwen. De gevangenen bouwden tevens het kamp Esterwegen en werden ingezet bij de ontginning van het veengebied. In 1943 ging het kamp over naar justitie. In de officiële lijst van Duitse concentratiekampen staat kamp Börgermoor vermeld onder nr 155. Bij de Emslandlager
 is het kamp bekend als Lager I Börgermoor. In dit kamp ontstond ook het Moorsoldatenlied. Dit lied werd ook internationaal bekend via de Internationale Brigades tijdens de Spaanse Burgeroorlog. Tijdens de Tweede Wereldoorlog werden in het kamp veroordeelde soldaten van de Wehrmacht gevangen gehouden; later werden ook Franse, Belgische en Nederlandse verzetsstrijders in het kamp opgesloten. Aan het eind van de oorlog was in kamp Börgermoor een onderzoeksgevangenis van de Wehrmacht gevestigd.

## Omstandigheden
De gevangenen moesten langdurig zware arbeid verrichten. Zij kregen geen machines tot hun beschikking. Ze kregen gebrekkige en onvolledige kleding, slechte voeding en werden regelmatig mishandeld. Soms werden ze aangevallen door opgehitste honden. Daarbij vielen doden. De "nacht van de lange latten" was een drama. Iemand had het rookverbod overtreden, waarop alle gevangenen van de barak van de overtreder midden in de nacht uit die barak werden gejaagd. Buiten moesten zij spitsroeden lopen. Zij werden daarbij geslagen met lange latten waarin spijkers zaten.

## Na de oorlog
Na de bevrijding is het kamp nog tijdelijk in gebruik geweest, om vluchtelingen op te vangen. Daartoe werd Börgermoor overgenomen door justitie. In de zestiger jaren van de vorige eeuw zijn de barakken afgebroken. Van het kamp rest enkel nog een dichtgemetselde schuilkelder voor de voormalige bewakers, enkele verhogingen in het landschap en hier en daar wat restanten puin. Een herdenkingsplaat met de tekst 'Nie wieder Faschismus' en een steen met het 1e couplet van het lied 'Die Moorsoldaten' herinneren nog aan de kamp tijd.

## Dodental
In de vijftien Emslandlager hebben naar schatting 100.000 krijgsgevangenen en 80.000 politieke- en strafgevangenen moeten verblijven. Naar schatting zijn 30.000 van deze gevangenen in de Emslandlager vermoord. Voor het merendeel zijn dat Sovjet-krijgsgevangenen geweest. Deze liggen op negen begraafplaatsen en in massagraven begraven. Per kamp kan zowel qua inwonertal als ten aanzien van het dodental niets specifieks met zekerheid worden gezegd. Van de begraafplaatsen is voor een deel van de gevallen wel bekend hoeveel mensen er liggen en welke nationaliteit deze mensen hadden. Hoeveel van de 180.000 kampbewoners de oorlog hebben overleefd is onbekend. Velen zijn later in andere kampen vermoord.

## Ontsnappingen
Soms moesten de gevangenen op enkele honderden meters van de Nederlandse grens werken. Regelmatig trachten de gevangenen de Nederlandse grens over te vluchten. Bij die vluchtpogingen werd er gericht op de gevangenen geschoten. Toch zijn er enige tientallen ontsnappingen gelukt. Maar Nederland stuurde de asielzoekers in de meeste gevallen terug. Vaak betekende dat alsnog de dood van de vluchteling. In enkele gevallen, die publieke aandacht trokken, werden asielzoekers niet naar Duitsland teruggestuurd, maar naar andere landen uitgewezen.

## Bekende gevangenen
- Friedrich Ebert jr.
- August Landmesser